# Gordon Steege
Gordon Henry Steege, né le 31 octobre 1917 à Chatswood et mort le 1er septembre 2013 à Palm Beach en Nouvelle-Galles du Sud, est un officier supérieur et as de l'aviation australien, ayant fait carrière dans la Force aérienne royale australienne (RAAF). Durant la Seconde Guerre mondiale, il compte à son actif huit victoires aériennes. Gordon Steege rejoint la RAAF en juillet 1937 et participe aux combats avec le No. 3 Squadron, au Moyen-Orient, où il est récompensé de la Distinguished Flying Cross pour avoir abattu trois avions allemands en une seule sortie. Il est nommé commandant du No. 450 Squadron de la Desert Air Force, avant d'être affecté dans le théâtre du Pacifique Sud-Ouest à la tête des 73e et 81e Escadre. À la fin de la guerre, il est récompensé de l'Ordre du Service distingué pour sa « capacité de meneur d'hommes » et promu au grade de group captain à titre temporaire.
Démobilisé à la fin de la Seconde Guerre mondiale, Gordon Steege retourne dans le service actif avec la RAAF et prend part à la guerre de Corée, conflit durant lequel il commande brièvement le No. 77 Squadron à la fin de l'année 1951. Il retourne en Australie et occupe divers postes administratifs et stratégiques avant de commander la base RAAF de Canberra, en 1957. Au début des années 1960, il est nommé commandant de la base RAAF Amberley, dans le Queensland, puis de la base RAAF Butterworth en Malaisie. Avant de prendre sa retraite de l'armée en 1972, Gordon Steege est affecté à l'état-major du commandement des forces aériennes, au grade d'air commodore. Au terme de sa carrière militaire, il devient consultant en aéronautique. Gordon Steege meurt à Sydney en 2013, à l'âge de 95 ans.